# Mark-Anthony Kaye
Mark-Anthony Kaye (Toronto, 2 de diciembre de 1994) es un futbolista canadiense que juega en la demarcación de centrocampista para el San Jose Earthquakes de la Major League Soccer.

## Selección nacional
Tras jugar con la selección de fútbol sub-23 de Canadá, finalmente el 13 de junio de 2017 debutó con la selección absoluta en un encuentro amistoso contra Curaçao que finalizó con un resultado de 2-1 a favor del combinado canadiense tras los goles de Manjrekar James y Anthony Jackson-Hamel para Canadá, y de Rangelo Janga para Curaçao.

### Goles internacionales
| # | Fecha               | Estadio                                | Oponente     | Gol | Resultado | Competición                                |
| - | ------------------- | -------------------------------------- | ------------ | --- | --------- | ------------------------------------------ |
| 1 | 29 de marzo de 2021 | IMG Academy, Bradenton, Estados Unidos | Islas Caimán | 0-5 | 0-11      | Clasificación para la Copa Mundial de 2022 |
| 2 | 29 de marzo de 2021 | IMG Academy, Bradenton, Estados Unidos | Islas Caimán | 0-7 | 0-11      | Clasificación para la Copa Mundial de 2022 |

## Clubes
| Club                            | País           | Año       | Partidos | Goles |
| ------------------------------- | -------------- | --------- | -------- | ----- |
| TFC Academy                     | Canadá         | 2014      | 9        | 1     |
| Wilmington Hammerheads (cedido) | Estados Unidos | 2014      | 7        | 2     |
| Toronto FC II                   | Canadá         | 2015      | 22       | 0     |
| Louisville City FC              | Estados Unidos | 2016-2017 | 45       | 6     |
| Los Angeles FC                  | Estados Unidos | 2018-2021 | 86       | 9     |
| Colorado Rapids                 | Estados Unidos | 2021-2022 | 36       | 4     |
| Toronto FC                      | Canadá         | 2022-2023 | 30       | 2     |
| New England Revolution          | Estados Unidos | 2023-2024 | 46       | 1     |
| San Jose Earthquakes            | Estados Unidos | 2025-     | 3        | 0     |